# Héctor Vinent
Héctor Vinent Cháron (ur. 25 lipca 1972 w Santiago de Cuba) – kubański bokser. Dwukrotny złoty medalista olimpijski.
Walczył w wadze lekkopółśredniej i zdominował tę kategorię w połowie lat 90. Po raz pierwszy olimpijskie złoto zdobył w 1992 w Barcelonie (miał wówczas 20 lat), tytuł obronił cztery lata później w Atlancie. Dwa razy zdobywał tytuł amatorskiego mistrza świata (1993 i 1995) i sześciokrotnie, począwszy od 1992, mistrza Kuby. Nie przeszedł na zawodowstwo.

## Starty olimpijskie
Barcelona 1992
- waga lekkopółśrednia – złoto

Atlanta 1996
- waga lekkopółśrednia – złoto